# Impératrice (échecs)
Pour les articles homonymes, voir Impératrice (homonymie).
L'Impératrice, aussi appelée Chancelier, est une pièce féerique que l'on rencontre dans certaines variantes du jeu d'échecs ou dans les problèmes.
Elle combine les propriétés du cavalier et de la tour, en prise aussi bien qu'en déplacement.